# Sněžnice

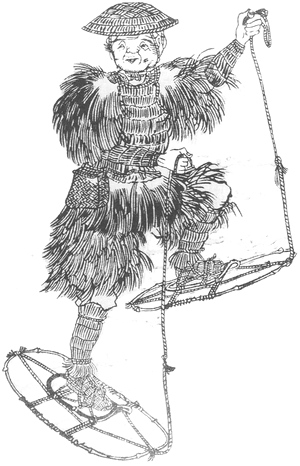
Japonské sněžnice, Suzuki Bokuši 1837

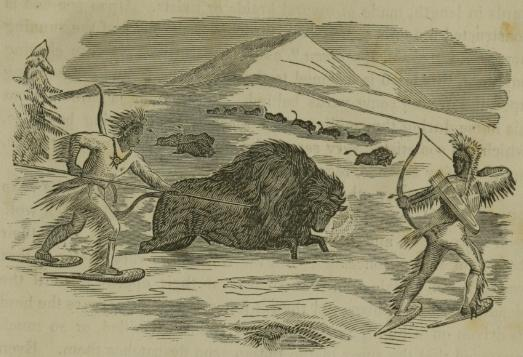
Indiáni se sněžnicemi na lovu, knižní ilustrace z roku 1855

Sněžnice jsou nástroje, jejichž připevnění na nohy či na obuv usnadňuje chůzi v hlubokém sněhu tak, že rozkládají tíhu člověka na větší plochu, takže se méně zabořuje. Sněžnice jsou po tisíciletí tradiční pomůckou národů v severských krajích, v USA a v Kanadě se však stávají populárními i pro rekreačně-turistické účely. Tradiční sněžnice mají dřevěný či proutěný rám, kožené vázání a síťovou výplň. Některé moderní sněžnice mají podobnou konstrukci, ale bývají využity lehké kovy (hliník), plasty a syntetické materiály, existují i sněžnice s celoplastovým tělem.

## Využití
V minulosti používali sněžnice zejména lovci, obchodníci s kožešinami a lidé žijící v oblastech s dlouhodobou a hlubokou sněhovou pokrývkou. I dnes je používají lidé pracující v lese, například lesníci nebo strážci obtížně přístupných území, kde nelze použít běžky, ale sněžnice našly i široké využití v turistice a jiných rekreačních aktivitách. Oproti běžkám jsou bezpečnější, je snadnější naučit se je používat a dají se využít i v terénech, kde využití lyží je obtížnější nebo nemožné. Na zledovatělém povrchu jsou však jak lyže, tak sněžnice nebezpečné, pro takový terén jsou vhodnější mačky.

## Historie
Inspiraci k využití sněžnic mohly dávné národy hledat u některých zvířat, která se životu v zasněžených oblastech přizpůsobila zvětšením chodidel, například zajíc měnivý (Lepus americanus). Předpokládá se, že sněžnice lidé používali již několik tisíc let před naším letopočtem, například britský archeolog Jacqui Wood přišel s hypotézou, že rám nalezený u mumie Ötziho z doby kolem roku 3300 př. n. l., považovaný za zbytek batohu, je ve skutečnosti zbytkem sněžnic. Antický stoický filosof Strabón v díle Geografika popisoval používání kožených sněžnic Kavkazany, zatímco Arméni používali kulaté dřevěné. V Asii sněžnice tradičně používali Japonci, Ainové a Itelmenové (původní obyvatelé Kamčatky). Naproti tomu původní obyvatelé Sibiře a Sámové dávají odedávna přednost lyžím a sněžnice neužívají.
Tradiční síťové sněžnice jsou známy až od severoamerických indiánů, například Huronů a Kríů, například Samuel de Champlain ve svých cestopisech (V.III, str. 164) popisuje, že indiánské sněžnice používané k lovu i k cestování jsou dvakrát až třikrát delší než francouzské. Kruhové sněžnice z proutí se síťovým výpletem používají Inuité, kteří však znají i druhý typ trojúhelníkového tvaru. A slovo Eskymák podle některých názorů vlastně znamená "výrobce sněžnic". Čím jižněji, tím jsou sněžnice užší a delší, nejdelší jsou lovecké sněžnice Kríů, které bývají dlouhé asi 6 stop (1,8 m). Irokézské sněžnice jsou užší a kratší, kvůli lepší manévrovatelnosti v lesnatých územích, protože sníh na jejich území nebývá tak hluboký. Indiáni z Velkých plání nosili sněžnice při zimních bizoních lovech, dokud nezačali používat koně. Přestože podoba sněžnic se u různých kmenů a národů lišila, jejich používání bylo společným znakem téměř všech etnik žijících v oblastech s hlubokým a dlouhodobým sněhem.

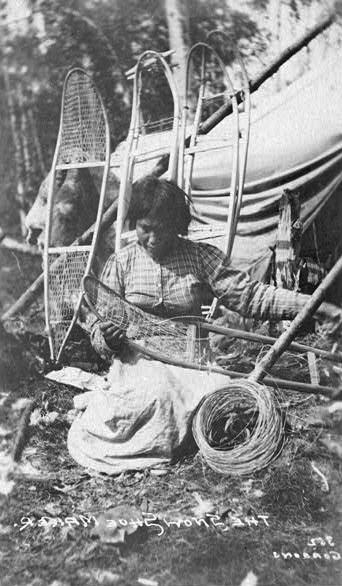
Výroba tradičních indiánských sněžnic, cca 1900–1930

Z evropských přistěhovalců sněžnice jako první převzali francouzští obchodníci s kožešinami. Schopnost Francouzů používat sněžnice výrazně ovlivnila francouzskou a indiánskou válku, dvě její bitvy, 21. ledna 1757 a 13. března 1758, se označují názvem Bitva na sněžnicích. Do angličtiny se podle Oxfordského slovníku dostalo slovo snowshoe už roku 1674. Dřevorubecké sněžnice mají tvar slzy a jsou velké asi 1 metr na délku i na šířku, zatímco stopařské jsou přes 1,5 metru dlouhé a velmi úzké. Podobnost s tenisovou raketou motivovala francouzský název pro sněžnice, raquette de neige. Koncem 18. století tuto podobu převzaly kanadské sněžnicové kluby. Ač původně bylo jejich zaměření vojenské, postupně převládl rekreační účel a staly se tak prvními rekreačními uživateli sněžnic. V Québeku pořádaly akce, které spočívají v závodění a výlety na sněžnicích a jídle a pití. Montrealský sněžnicový klub, založený roku 1840, používal sněžnice o délce 1 metr a šířce kolem 40 cm. Obvykle se na výrobu používal jasan americký neboli bílý (Fraxinus americana).

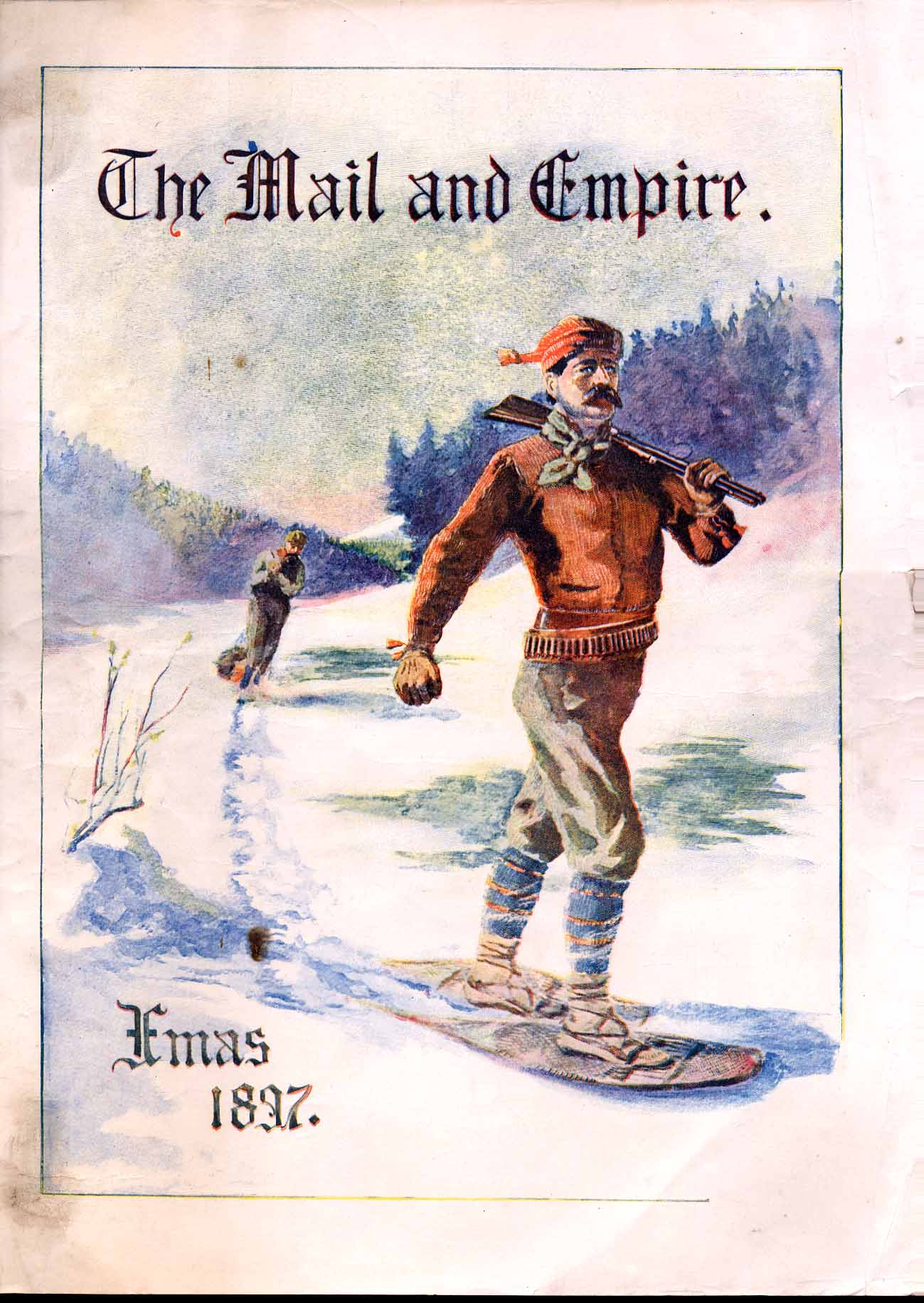
Obálka kanadského časopisu The Mail and Empire z roku 1837

Jednotlivé tvarové varianty klasických sněžnic mají vžitá označení, například oválná „medvědí tlapa“ (a její užší varianta „zelená hora“ a „bobří ocas“ s prodlouženým ocasem), klasická „cross-country“ ve tvaru slzy (označovaná též jako aljašské, michiganské nebo mainské sněžnice), a „odžibwajská sněžnice“ s ocasy na obou koncích, určená pro rychlou chůzi v rovině.
Ve druhé polovině 20. století se objevily moderní typy sněžnic, například v 50. letech přišla vermontská společnost Tubbs se zúženým typem, který se v té době stal velmi populárním. V roce 1972 Gene a Bill Praterovi použili hliníkové trubky, neoprénovou a nylonovou výplň a sklápěcí vázání. Společnost „Sherpa Snowshoe“ začala tyto sněžnice vyrábět a ty si získaly oblibu, která ještě zesílila poté, co Praterovi ukázali jejich alpinistické výhody na Washingtonově hoře. Někdy se místo hliníkového rámu používá rám z nerezové oceli nebo výplň z polypropylenu. Společnost „Mountain Safety Research“ přišla s typem, který nemá kovový rám a jeho velikost lze přizpůsobovat oddělitelnými rozšiřujícími díly. Novější typy mají zvedáky paty, „ascenders“, které usnadňují chůzi. Začala být používána souvislá deska místo síťoviny. Jen v 90. letech se v USA počet rekreačních uživatelů sněžnic ztrojnásobil. Prosperují prodejny a půjčovny. Některá zimní střediska začala zřizovat speciální sněžnicové stezky a některé turistické oblasti, které dosud byly využívány jen v létě, jsou nyní v zimě ještě využívanější. Na stezkách vznikají sněžnicové stopy, které jsou podobné běžkařským stopám, ale jsou širší (kolem 60 cm). Od roku 2006 přes 500 škol v USA, převážně na Středovýchodě, začalo nabízet sněžnicové programy v rámci sportovní výchovy a boje s obezitou.
Tradiční sněžnice se používají také v několika disciplínách Arktických zimních her (Arctic Winter Games), které se pořádají od roku 1970 každý sudý rok. Na moderních sněžnicích se konají různé závody, od sprintu až po dálkové pochody nebo překážkové dráhy a různé vícebojové sporty, zejména zimní kvadratlon. Je pravděpodobné, že různé závody na sněžnicích existují už po tisíciletí, jako oficiální moderní organizovaný sport se projevily založením United States Snowshoe Association v roce 1977, která má hlavní sídlo ve vesnici Corinth (stát New York), která se proto považuje za světové centrum tohoto sportu. Podobné organizace vznikly i v Evropě (European Snowshoe Committee) a v Japonsku (Chikyu Network). Disciplína běhu na sněžnicích je na Speciální olympiádě (Special Olympics), která se od roku 1968 obročně koná pro lidi s intelektuálním deficitem.

## Typy moderních sněžnic

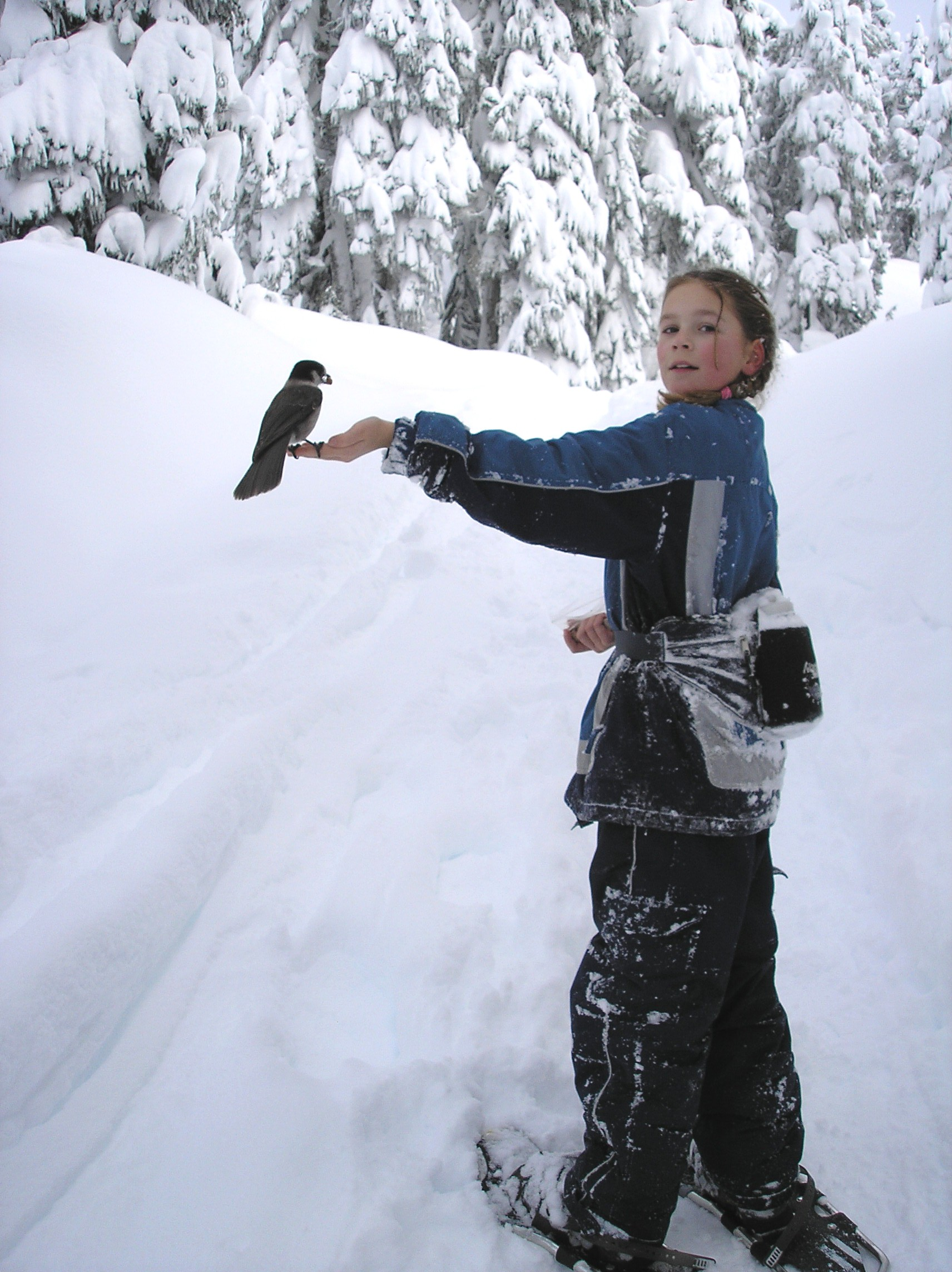
Moderní turistika na sněžnicích

Podle účelu se rozlišují tři základní typy:
- běžecké – malé a lehké, vhodné pro kondiční běh, nevhodné do neupraveného terénu
- rekreační (chodecké) – trochu větší, vhodné pro kratší výlety a procházky
- alpinistické (turistické) – vhodné pro alpinismus, dálkové výlety a použití v terénu mimo stezky, délka nejméně 30 palců (76 cm) a šířka 10 palců (25 cm), závodní jsou o něco kratší

Vhodná velikost však závisí také na hmotnosti uživatele včetně zavazadel a výbavy: těžší potřebuje větší sněžnice, lehčímu stačí menší. Mnozí výrobci uvádějí tabulky doporučených velikostí. Velikosti se většinou udávají v palcích. Obvykle se všechny dřevěné sněžnice, i když mají moderní tvar, označují jako tradiční, zatímco všechny sněžnice z jiných materiálů jako moderní.
Podle technického provedení se rozlišují tři základní skupiny:
- klasické (s dřevěným nebo bambusovým rámem)
- s kovovým rámem
- plastové

Dřevěné sněžnice se obvykle prodávaly (a často dosud prodávají) bez vázání a vázání se kupovalo zvlášť, podobně jako u sjezdových lyží. Tato vázání se obvykle nazývala „H“, jsou tvořena řemínkem kolem paty, řemínkem kolem špičky a řemínkem přes nárt. V mnohém jsou sněžnicová vázání podobná snowboardovým. Novější vázání jsou dvou typů: pevné (s omezenou rotací) a s volnou patou a plnou rotací („pivot“). V roce 1994 Bill Torres vyvinul automatické nášlapné vázání, podobné lyžařskému, které se používá s tvrdými plastovými botami. Jinak se sněžnice používají s běžnou turistickou nebo sportovní obuví. Do hlubokého sněhu je vhodné používat i návleky na holeně. Dřevěné sněžnice se obvykle impregnují lakem. U rámových sněžnic (jak s dřevěným, tak s kovovým rámem) občas dojde ke zlomení rámu. Tato závada se dá opravit zpevněním dlahou. Moderní sněžnice do náročných terénu mají dnes boční vedení se zuby, aby neujížděli v traverzech ve svahu.
Při chůzi na sněžnicích se často k udržování rovnováhy užívají hole obdobné lyžařským, někdy se používají přímo lyžařské hole.

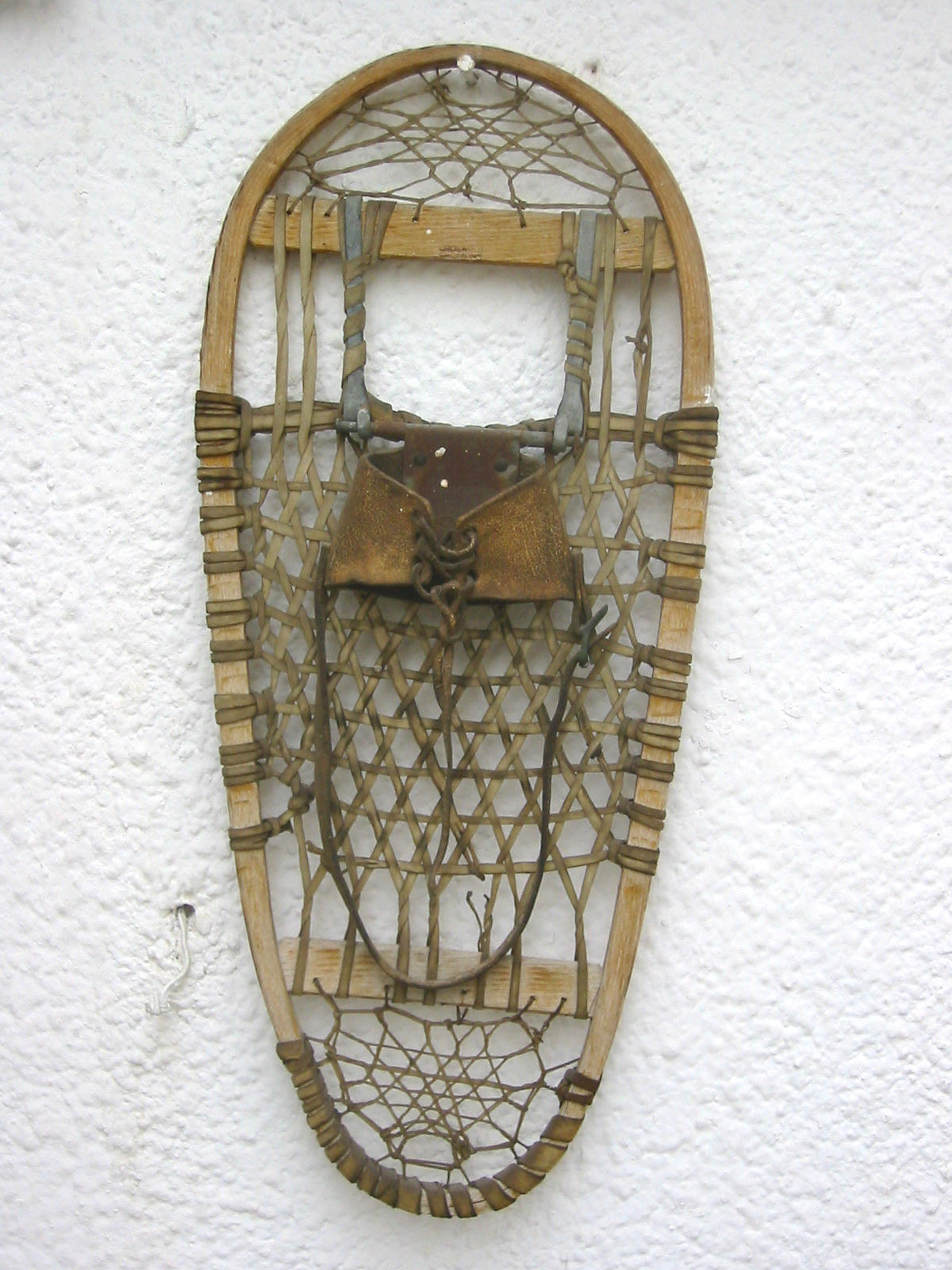
Tradiční sněžnice
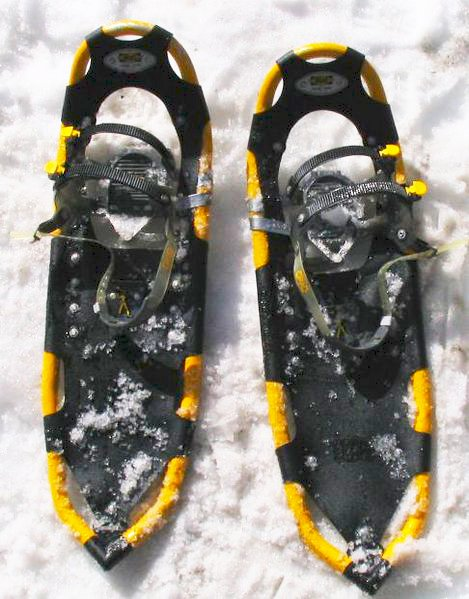
Moderní sněžnice značky Atlas
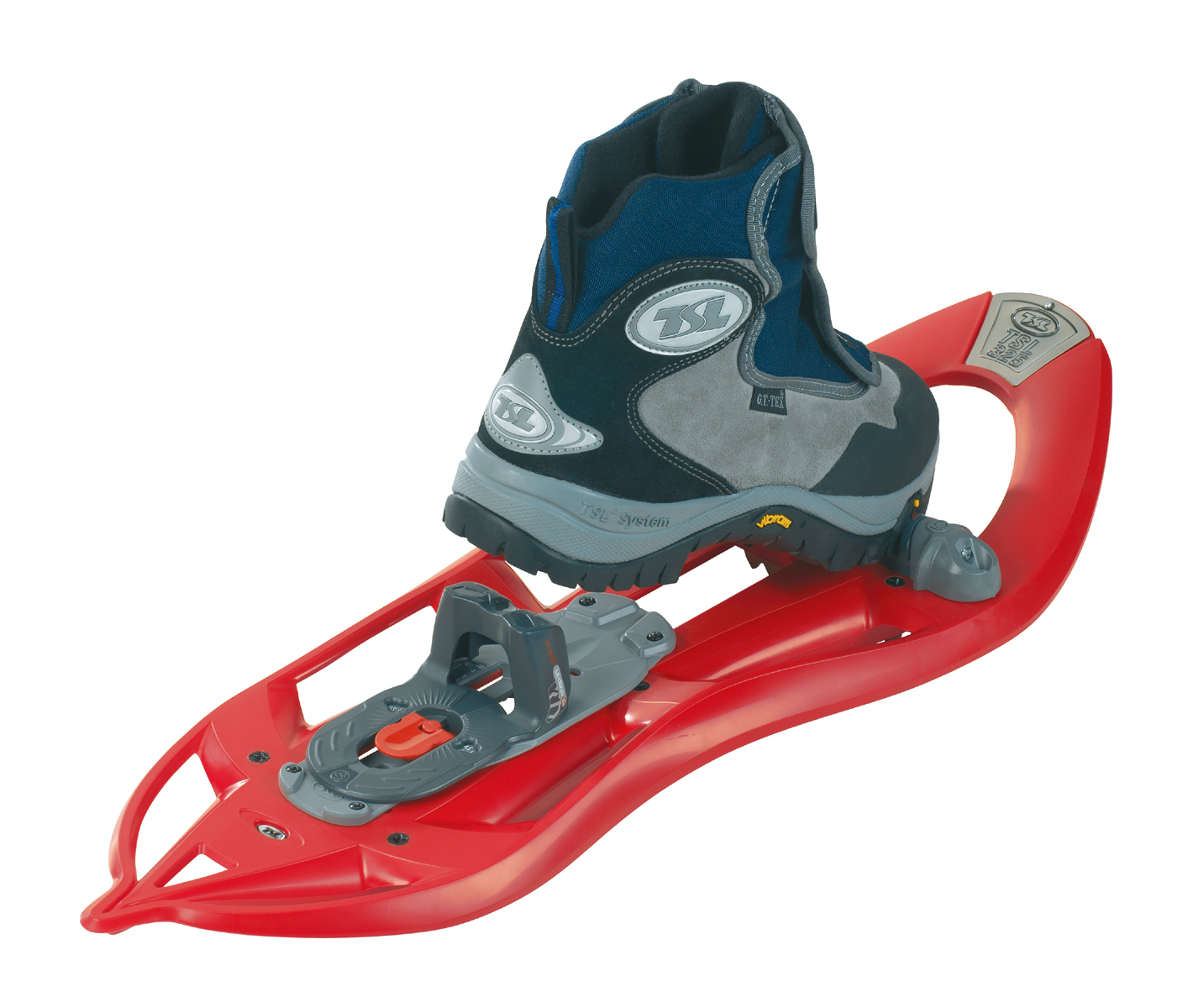
Moderní plastová sněžnice Alpine s nášlapným vázáním